# 2006–2007-es magyar férfi vízilabdakupa
A 2006–2007-es magyar férfi vízilabdakupa, szponzorált nevén a Szentkirályi Ásványvíz-Magyar Kupa, a nyolcvanadik kiírás volt a versenysorozat történetében. A kupára tizenhat csapat nevezett. A győzelmet a Bp. Honvéd szerezte meg.

## Eredmények

### Selejtező
szeptember 23–24.
A csoport (Pécs)
| Hely. | Csapat      | M | Gy | D | V | G+ | G– | Gk  | P | Továbbjutás vagy kiesés      |      | VAS  | PVSK | SZEN | BÉK  |
| ----- | ----------- | - | -- | - | - | -- | -- | --- | - | ---------------------------- | ---- | ---- | ---- | ---- | ---- |
| 1.    | Vasas SC    | 3 | 3  | 0 | 0 | 60 | 21 | +39 | 6 | Továbbjutott a negyeddöntőbe |      | —    | 10–9 | 16–8 | 34–4 |
| 2.    | Pécsi VSK   | 3 | 2  | 0 | 1 | 53 | 17 | +36 | 4 | Továbbjutott a negyeddöntőbe |      | 9–10 | —    | 14–4 | 30–3 |
| 3.    | Szentesi VK | 3 | 1  | 0 | 2 | 40 | 38 | +2  | 2 |                              |      | 8–16 | 4–14 | —    | 28–8 |
| 4.    | Békéscsaba  | 3 | 0  | 0 | 3 | 15 | 92 | −77 | 0 |                              | 4–34 | 3–30 | 8–28 | —    |      |

B csoport (Eger)
| Hely. | Csapat            | M | Gy | D | V | G+ | G– | Gk  | P | Továbbjutás vagy kiesés      |      | EGER | SZOL | FEH  | COL  |
| ----- | ----------------- | - | -- | - | - | -- | -- | --- | - | ---------------------------- | ---- | ---- | ---- | ---- | ---- |
| 1.    | Egri VK           | 3 | 3  | 0 | 0 | 63 | 14 | +49 | 6 | Továbbjutott a negyeddöntőbe |      | —    | 18–7 | 14–4 | 31–3 |
| 2.    | Szolnoki Főiskola | 3 | 2  | 0 | 1 | 50 | 31 | +19 | 4 | Továbbjutott a negyeddöntőbe |      | 7–18 | —    | 15–8 | 28–5 |
| 3.    | Fehérvár PSE      | 3 | 1  | 0 | 2 | 32 | 36 | −4  | 2 |                              |      | 4–14 | 8–15 | —    | 20–7 |
| 4.    | Colossus VSE      | 3 | 0  | 0 | 3 | 15 | 79 | −64 | 0 |                              | 3–31 | 5–28 | 7–20 | —    |      |

C csoport (Szeged)
| Hely. | Csapat          | M | Gy | D | V | G+ | G– | Gk  | P | Továbbjutás vagy kiesés      |      | SZEG  | UTE   | OSC  | NEP   |
| ----- | --------------- | - | -- | - | - | -- | -- | --- | - | ---------------------------- | ---- | ----- | ----- | ---- | ----- |
| 1.    | Szegedi VE      | 3 | 2  | 1 | 0 | 46 | 19 | +27 | 5 | Továbbjutott a negyeddöntőbe |      | —     | 12–12 | 12–5 | 22–2  |
| 2.    | Újpesti TE      | 3 | 2  | 1 | 0 | 31 | 24 | +7  | 5 | Továbbjutott a negyeddöntőbe |      | 12–12 | —     | 9–7  | 10–5  |
| 3.    | Orvosegyetem SC | 3 | 1  | 0 | 2 | 31 | 32 | −1  | 2 |                              |      | 5–12  | 7–9   | —    | 19–11 |
| 4.    | Neptun VSC      | 3 | 0  | 0 | 3 | 18 | 51 | −33 | 0 |                              | 2–22 | 5–10  | 11–19 | —    |       |

D csoport (Kőér utca)
| Hely. | Csapat                   | M | Gy | D | V | G+ | G– | Gk  | P | Továbbjutás vagy kiesés      |      | BHSE | FTC  | BVSC | YBL  |
| ----- | ------------------------ | - | -- | - | - | -- | -- | --- | - | ---------------------------- | ---- | ---- | ---- | ---- | ---- |
| 1.    | Bp. Honvéd               | 3 | 3  | 0 | 0 | 66 | 21 | +45 | 6 | Továbbjutott a negyeddöntőbe |      | —    | 16–9 | 23–9 | 27–3 |
| 2.    | Ferencvárosi TC          | 3 | 1  | 1 | 1 | 39 | 27 | +12 | 3 | Továbbjutott a negyeddöntőbe |      | 9–16 | —    | 9–9  | 21–2 |
| 3.    | BVSC                     | 3 | 1  | 1 | 1 | 38 | 41 | −3  | 3 |                              |      | 9–23 | 9–9  | —    | 20–9 |
| 4.    | YBl Szent István Egyetem | 3 | 0  | 0 | 3 | 14 | 68 | −54 | 0 |                              | 3–27 | 2–21 | 9–20 | —    |      |

### Negyeddöntő
szeptember 30., október 1.
| 1. csapat         | Össz. | 2. csapat  | 1. mérk. | 2. mérk. |
| ----------------- | ----- | ---------- | -------- | -------- |
| Pécsi VSK         | 9–35  | Bp. Honvéd | 3–14     | 6–21     |
| Vasas SC          | 24–18 | Szegedi VE | 14–9     | 10–9     |
| Ferencváros       | 12–19 | Egri VK    | 5–8      | 7–11     |
| Szolnoki Főiskola | 19–17 | Újpesti TE | 11–6     | 8–11     |

### Elődöntő
október 14., Debreceni Sportuszoda
| 1. csapat  | Eredmény | 2. csapat         |
| ---------- | -------- | ----------------- |
| Vasas SC   | 8–7      | Egri VK           |
| Bp. Honvéd | 20–5     | Szolnoki Főiskola |

### Döntő
| 2006. október 15. 13:00 | Bp. Honvéd                                         | 11–7 | Vasas SC                                                         | Debreceni Sportuszoda Nézőszám: 1100 Játékvezetők: ifj. Juhász Kiszelly |
| 2006. október 15. 13:00 | (1–1, 5–1, 2–3, 3–2)                               |      |                                                                  | Debreceni Sportuszoda Nézőszám: 1100 Játékvezetők: ifj. Juhász Kiszelly |
| 2006. október 15. 13:00 | Benedek 5 Kiss G. 3 Szivós 1 Kovács O. 1 Székely 1 |      | Hosnyánszky 2 Kovács R. 2 Varga Dá. 1 Varga Dé. 1 Steinmetz B. 1 | Debreceni Sportuszoda Nézőszám: 1100 Játékvezetők: ifj. Juhász Kiszelly |

A Bp. Honvéd kupagyőztes csapatának tagjai: Bárány Attila, Benedek Tibor, Fodor Rajmund, Gergely István, Györke Zsolt, Hárai Balázs, Kiss Gergely, Kovács Olivér, Molnár Tamás, Paján Viktor, Székely Bulcsú, Szivós Márton, Vári Attila, vezetőedző: Kovács István